# Moringa borziana
Moringa borziana är en tvåhjärtbladig växtart som beskrevs av Giovanni Ettore Mattei. Moringa borziana ingår i släktet Moringa och familjen Moringaceae. Inga underarter finns listade i Catalogue of Life.